# 그뤼넨마트역
그뤼넨마트역(독일어: Bahnhof Grünenmatt)은 스위스 베른주의 뤼첼프뤼 지자체에 있는 기차역이다. BLS AG의 표준궤 람자이-후트빌선의 중간 정류장이다.

## 운행편
다음 서비스는 그뤼넨마트에서 정차한다:
- 베른 S-반 S44 : 툰과 주미스발트-그뤼넨 사이를 매시간 운행